# Trilj
Trilj (en italien : Treglia) est une ville et une municipalité située en Dalmatie, dans le comitat de Split-Dalmatie, en Croatie. Au recensement de 2001, la municipalité comptait 10 799 habitants, dont 98,70 % de Croates et la ville seule comptait 2 381 habitants.

## Histoire
En septembre 1943, Massacre de Treglia (it) par les SS de la division Prinz Eugen qui tuent avec des mitrailleuses 450 officiers italiens de la Division Bergame (it).

## Localités
La municipalité de Trilj compte 26 localités : 
| - Bisko - Budimir - Čačvina - Čaporice - Gardun - Grab - Jabuka - Kamensko - Košute - Krivodol - Ljut - Nova Sela - Podi | - Rože - Strizirep - Strmendolac - Tijarica - Trilj - Ugljane - Vedrine - Velić - Vinine - Vojnić Sinjski - Voštane - Vrabač - Vrpolje. |